# Roscoe Lee Browne
Pour les articles homonymes, voir Browne.
Roscoe Lee Browne (né le 2 mai 1922 à Woodbury, New Jersey, États-Unis - mort le 11 avril 2007 à Los Angeles, Californie) est un acteur de cinéma et metteur en scène de théâtre américain, connu pour sa voix profonde et digne.

## Biographie
Browne fut historiquement un des premiers Noirs à étudier à l'université Lincoln de Pennsylvanie, où il a obtenu le Bachelor of Arts en 1946. Il a entrepris des études de troisième cycle au Middlebury College dans le Vermont, puis à l'Université Columbia à New York. Il a poursuivi des études à l'Université de Florence en Italie. Sportif, il était également un coureur de demi-fond et a remporté la compétition « Amateur Athletic Union » en 1949. Il retourne de temps en temps à l'Université de Lincoln entre 1946 et 1952 pour étudier, grâce à ses connaissances en français, la littérature comparée, français et anglais. Après avoir quitté le milieu universitaire, il a gagné sa vie pendant plusieurs années dans la vente de vin pour la société « Schenley importation Corporation ».
En dépit de sa courte expérience d'acteur amateur, en 1956, il a surpris les invités à une fête, parmi eux la chanteuse d'opéra Leontyne Price, quand il a annoncé son intention de quitter son emploi dans la société Schenley pour devenir un acteur professionnel à plein temps.
Malgré les appréhensions de ses amis, Browne a réussi à obtenir le rôle de devin et de Pindarus dans Jules César, réalisé par Joseph Papp pour la première du New York Shakespeare Festival de théâtre.
Informations sur son décès d'après (Wikipédia.en)

## Filmographie
- 1961 : Connection (The Connection) de Shirley Clarke : J. J. Burden
- 1964 : Terror in the City d'Allen Baron : Preacher
- 1964 : Bertolt Brecht: Übungstücke für Schauspieler de Nick Havinga
- 1964 : Dans la peau d'un noir (Black Like Me) de Carl Lerner : Christopher
- 1967 : Les Comédiens (The Comedians) de Peter Glenville : Petit Pierre
- 1968 : Up Tight! de Jules Dassin : Clarence
- 1968 : Les envahisseurs (L'étau),  (TV) : Arnold Andrew Warren
- 1969 : L'Étau (Topaz) d'Alfred Hitchcock :  Philippe Dubois
- 1969 : Me and My Brother (en) de Robert Frank : Photographer
- 1970 : On n'achète pas le silence (The Liberation of L.B. Jones) de William Wyler : L.B. Jones
- 1972 : Les Cowboys (The Cowboys) de Mark Rydell : Jebediah Nightlinger
- 1972 : Cisco Pike de Bill L. Norton : Music Store Owner
- 1973 : Nanou, fils de la Jungle (The World's Greatest Athlete) de Robert Scheerer : Gazenga
- 1973 : Super Fly T.N.T. (en) de Ron O'Neal : Dr. Lamine Sonko
- 1974 : Rex Harrison Presents Stories of Love (TV) : Mr. Secretary
- 1974 : Uptown Saturday Night (en) de Sidney Poitier : Congressman Lincoln
- 1975 : Le Grand Jeu (TV) : Silky Gideon Gibbs
- 1975 : Starsky et Hutch on voodoo island : Police captain
- 1975 : McCoy (série télévisée) : Gideon Gibbs (1975-76)
- 1976 : L'Âge de cristal (Logan's Run) de Michael Anderson : Box
- 1977 : L'Ultimatum des trois mercenaires (Twilight's Last Gleaming) de Robert Aldrich : James Forrest
- 1978 : King (en) (feuilleton TV) : Philip Harrison
- 1978 : Dr. Scorpion (TV) : Dr Cresus
- 1979 : Miss Winslow and Son (série télévisée) : Harold Neistadter
- 1980 : Nothing Personal (en) : Paxton
- 1981 : The Haunting of Harrington House (TV) : Diogenes 'D.C.' Chase
- 1983 : For Us the Living: The Medgar Evers Story (en) (TV) : Gloster Current
- 1985 : Space (feuilleton TV) : Farquar
- 1986 : The Nativity (voix)
- 1986 : L'Affaire Chelsea Deardon (Legal Eagles) d'Ivan Reitman : Judge Dawkins
- 1986 : Jumpin' Jack Flash de Penny Marshall : Archer Lincoln
- 1987 : Foofur (série télévisée) : Additional Voices (voix)
- 1988: Falcon Crest: Rosemont
- 1988 : Oliver et Compagnie (Oliver & Company) de George Scribner : Francis (voix)
- 1989 : Night Angel de Dominique Othenin-Girard : Narrator
- 1989 : Ring Raiders (en) (série télévisée) : Max Miles
- 1989 : Stuck with Each Other (TV) : Calhearn
- 1989 : Lady in the Corner (TV) : Omar DeLacy
- 1990 : Moon 44 de Roland Emmerich : Chairman Hall, Galactic Mining Corp.
- 1990 : Columbo - L'enterrement de Mme Columbo (Columbo: Rest in Peace, Mrs. Columbo) (TV) : Dr. Steadman
- 1991 : Open Window (TV) : Neighbor
- 1992 : You Must Remember This (TV) : Buck
- 1992 : Eddie Presley (en) de Jeff Burr : Doc
- 1992 : Les Mambo kings (The Mambo Kings) de Arne Glimcher : Fernando Perez
- 1992 : A Different World (France: Campus Show) (TV) - S1 E18 : Dr Foster
- 1993 : Naked in New York de Daniel Algrant : Mr. Ried
- 1995 : The Beast
- 1995 : Babe, le cochon devenu berger (Babe, the Galant Pig) de Chris Noonan : Narrateur (voix)
- 1995 : Last Summer in the Hamptons (en) d'Henry Jaglom : Freddy
- 1996 : Spider-Man: Sins of the Fathers (vidéo) : The Kingpin (Wilson Fisk) (voix)
- 1996 : Crosstown (TV) : Wortham
- 1996 : L'Île au trésor des Muppets (Muppet Treasure Island) de Brian Henson : Pirate
- 1996 : The Pompatus of Love (en) de Richard Schenkman : Leonard Folder
- 1996 : Escroc malgré lui (Dear God) de Garry Marshall : Idris Abraham
- 1996 : L'Esprit de la forêt (Forest Warrior) d'Aaron Norris : Clovis Madison
- 1997 : The Notorious 7 (TV) : Leadbelly
- 1998 : Judas Kiss de Sebastian Gutierrez : Chief Bleeker
- 1998 : Babe 2, le cochon dans la ville (Babe 2, Pig in the City) de George Miller: Narrateur (voix)
- 1999 : Morgan's Ferry de Sam Pillsbury : Peabo
- 1999 : Hard Time: The Premonition (TV) : Sebastian Allgood
- 2000 : Hamlet (TV) : Polonius
- 2002 : Sweet Deadly Dreams de Walter Stewart
- 2002 : La Planète au trésor - Un nouvel univers (Treasure Planet) de Ron Clements et John Musker : Mr. Arrow (voix)
- 2003 : Behind the Broken Words de David Stern
- 2004 : Tales of a Fly on the Wall (TV) : Narrateur (voix)
- 2006 : Garfield 2 (Garfield: A Tail of Two Kitties) de Tim Hill : Narrateur (voix)
- 2007 : Smiley Face de Gregg Araki : Lui-même (voix)